# Unione Democratica Indipendente
L'Unione Democratica Indipendente (in spagnolo: Unión Demócrata Independiente, UDI) è un partito politico cileno.
L'UDI è un partito di destra, fondato nel 1987, sul finire della dittatura di Augusto Pinochet. Ha come suo precedente ideale il movimento gremialista, fondato nel 1967 da Jaime Guzmán, movimento filo-corporativista nazional cattolico che sostenne il golpe di Pinochet. È un partito nazional-conservatore e neoliberista.
L'UDI è favorevole in campo economico al libero mercato e in campo morale a posizioni cristiano-conservatrici. Per molto tempo è stato espressione delle classi più abbienti del Paese, anche se nell'ultimo decennio si è caratterizzato per una politica più pragmatica per attrarre il voto popolare e moderato.

## Dalle origini alla fine della dittatura
Nel 1983, Guzmán fondò il Movimento Unione democratica indipendente che, nel 1987, insieme al Movimento di unione nazionale, al Fronte nazionale del lavoro e ad alcuni esponenti del Partito Nazionale, diede vita al Rinnovamento Nazionale. L'UDI, però, mantenne una sua autonomia organizzativa, che si manifestò appieno nel 1988, quando nel referendum su Pinochet, l'UDI rimase, a differenza dell'ala liberale di RN, a fianco del dittatore.

## Nel Cile democratico
Alle prime elezioni democratiche del 1989, l'UDI si presentò autonomamente e ottenne il 9,8% alla Camera ed il 5,1% al Senato. Insieme a Rinnovamento Nazionale partito liberale conservatore e neoliberista, nel 1990 ha costituito la coalizione Alianza por Chile.
Nel 1991, Guzmán venne assassinato dai militanti del Fronte Patriottico Manuel Rodríguez. Il partito, dopo una breve transizione, passò nelle mani di Joaquín Lavín, sindaco di Las Condes. Nel corso del tempo l'UDI si è andato caratterizzando come un partito più moderato. Ha ottenuto incrementi consistenti nelle varie elezioni legislative, fino a conseguire il 25,1% dei consensi nelle legislative del 2001. Alle ultime politiche del 2005, è sceso al 22,3% dei voti, ma è rimasto primo partito del Cile. Ciò nonostante dal 1990 l'UDI è sempre rimasto all'opposizione. 
Nel 2007 i pinochetisti più intransigenti, guidati da Gonzalo Townsend Pinochet, nipote del generale, hanno fondato un altro partito, situato più a destra l'Azione Pinochetista Unitaria.
Nel 2009 unita ad altre formazioni di centro destra ha creato il cartello elettorale Coalición por el Cambio, vincendo le elezioni e portando alla presidenza Sebastián Piñera, esponente di RN.
È membro dell'Unione Democratica Internazionale, l'internazionale dei partiti democratico-conservatori. Nel 2017 è tornato a sostenere l'ex presidente Piñera, che è stato rieletto.
Nel 2018 alcuni ex membri, guidati dall'ex segretario generale dell'UDI José Antonio Kast, hanno fondato il Partido Republicano.

## Loghi

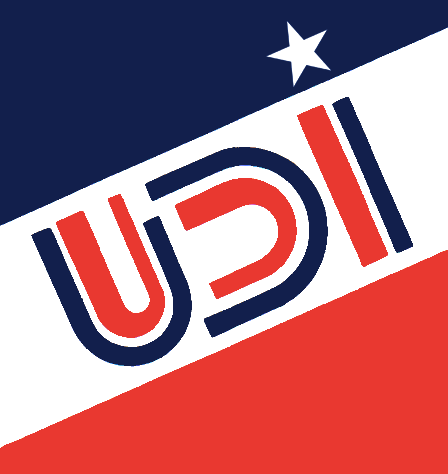
1983-1989
1989-2005
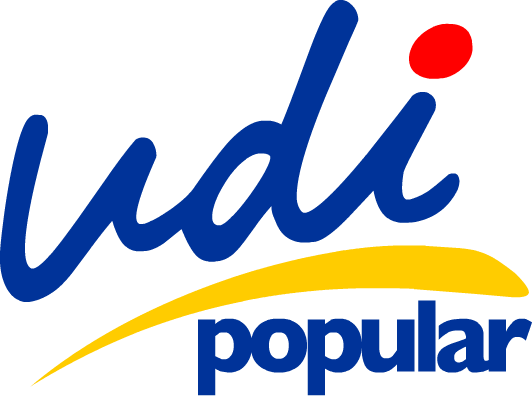
2005-2016
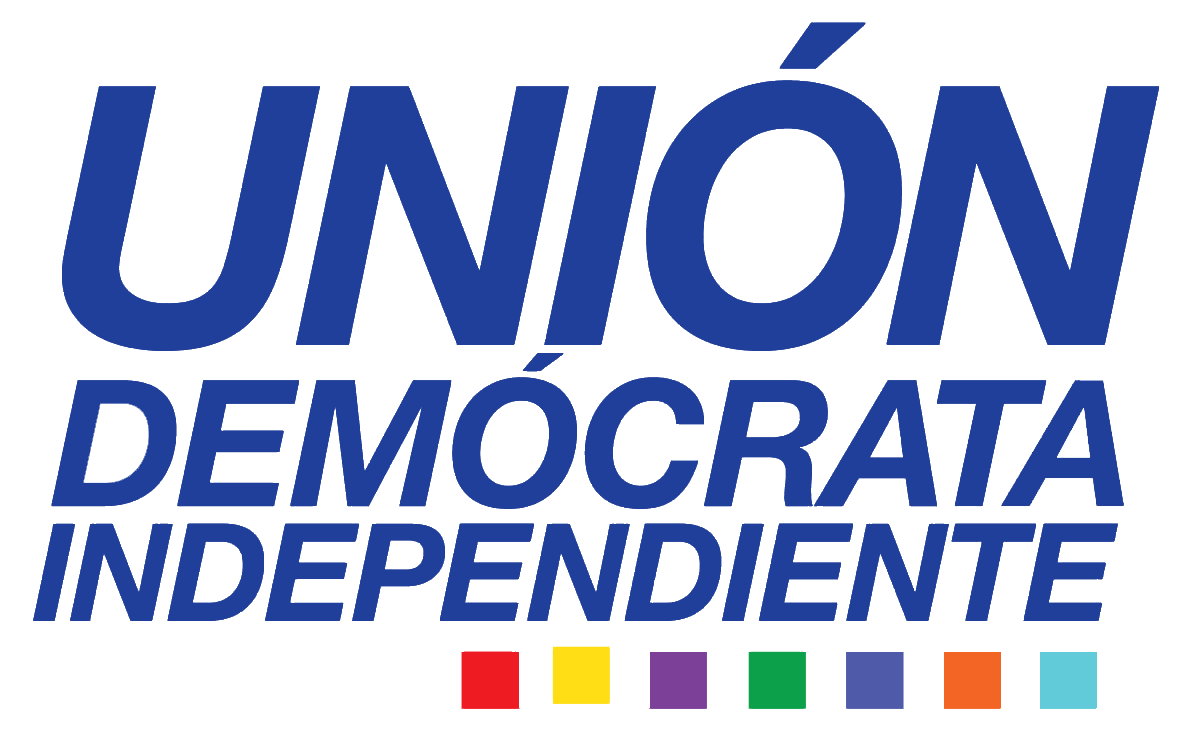
2016-2017
2017-presente